# Arkadiusz Nader
Arkadiusz Nader (ur. 8 lutego 1963 w Warszawie) – polski aktor teatralny i filmowy.

## Życiorys
Absolwent Liceum Ogólnokształcącego im. Władysława IV w Warszawie. W 1987 roku ukończył Państwową Wyższą Szkołę Teatralną w Warszawie. Obecnie jest aktorem Teatru Ateneum im. Stefana Jaracza.

## Teatr Telewizji
- 2002 – Wesołych świąt jako Goeffrey Jackson
- 1998 – Balkis jako Zły Czarownik
- 1997 – Bajki o zwierzętach jako Przechodzień
- 1996 – Podporucznik Kiże jako oficer
- 1995 – Słomkowy kapelusz Asystent reżysera, Obsada aktorska jako kapral
- 1994 – Trójka jako sekretarz
- 1994 – Cudza żona i mąż pod łóżkiem jako Bobynicyn
- 1993 – Poza miastem jako Mike Mickley
- 1993 – Mein kampf  jako Leopold Himmmlischst
- 1990 – Przypowieść głupca
- 1990 – Pan Damazy jako Antoni
- 1986 – Paradyzja jako szef

## Filmografia
- 1988: Pole niczyje jako Edward Fidziński
- 1997: Młode wilki 1/2 jako niemiecki policjant (nie występuje w napisach)[3]
- 1997: Kochaj i rób co chcesz jako komisarz policji
- 1998: Miodowe lata jako Robert Wallas (odc. 13)
- 1998: Ekstradycja 3 jako Józek, kolega i kierowca wiceministra (odc. 5)
- 2001: Rodzina zastępcza jako listonosz (odc. 73)
- 2001: Kocham Klarę jako włamywacz (odc. 4)
- 2001: Cześć Tereska jako policjant na komisariacie
- 2001: Miodowe lata jako Henryk „Sprężyna” (odc. 104)
- 2002–2008: Samo życie jako Stanisław „Turek” Turkiewicz, były dziennikarz w redakcji gazety „Samo Życie”
- 2003: Na Wspólnej jako Jan Kowalski, „klient” Ewy (odc. 76, 77)
- 2004: Dziupla Cezara jako „Alex”, kelner w „Texas Hamburger” (odc. 3, 12)
- 2006–2009, 2011–2016: Ranczo jako policjant aspirant Stanisław Kotecki, mąż barmanki Wioletki
- 2007: Ranczo Wilkowyje jako policjant aspirant Stanisław Kotecki
- 2010: Ludzie Chudego jako „Szmaja”
- 2014–2017: O mnie się nie martw jako sędzia
- 2014: Na dobre i na złe jako Emil Wesołowski (odc. 580)
- 2015: Ojciec Mateusz jako Józef Kolęda (odc. 181)
- 2015: Na Wspólnej jako Korycki (odc. 2120, 2121)
- 2018: Leśniczówka jako Józef „Paszcza” Paszczyński
- 2019–2021: Barwy szczęścia jako Kuczma
- 2019: Na dobre i na złe jako Modest Hertz (odc. 761)
- 2020: Pętla jako biskup
- 2020: Pętla jako biskup
- 2020: Ojciec Mateusz jako agent nieruchomości (odc. 315)
- 2020: Na sygnale jako Seweryn Krupa (odc. 288)
- 2021: Kowalscy kontra Kowalscy jako komendant Wacek (odc. 10 i 16)